# 新沂西站
新沂西站是位于中华人民共和国江苏省新沂市墨河街道的一个铁路车站，有陇海铁路、胶新铁路和新长铁路经过该站，是陇海线的重要区段站之一。车站隶属上海铁路局徐州车务段，主要办理连云港、徐州、胶新及新长四个方向的列车到发、解编、中转作业，是二等站。
车站作为胶新铁路的终点接轨站于2003年12月20日建成投用，站型为单向横列式一级三场，其中上行场6股道、下行场6股道、调车场8股道。2008年3月21日车站及所在的陇海线上下行区间由济南铁路局划归上海铁路局，车站成为胶新铁路局界站。